# Alena Poláčková
Alena Poláčková (* 6. November 1964 in Bojnice) ist eine slowakische Juristin und Richterin am Europäischen Gerichtshof für Menschenrechte.

## Leben und Wirken
Poláčková studierte von 1982 bis 1987 Rechtswissenschaften an der Comenius-Universität Bratislava und erwarb 1988 den sogenannten „kleinen“ Doktor der Rechte (JUDr.). Anschließend lehrte sie bis 1991 an der Hochschule für Wirtschaftswissenschaften in Bratislava. Zur selben Zeit trat sie ein Richteramt auf Probe in Bratislava an, ab 1994 war sie nach einer Abordnung an das Justizministerium 1993 als Handelsrichterin in Bratislava tätig. 2001 wurde sie von der Universität Bratislava zur Dr. iur. promoviert. Nach einer Tätigkeit als Zivilrichterin in Bratislava von 2002 bis 2004 war Poláčková  2004 als Richterin am obersten Gerichtshof der Slowakei tätig, bevor sie kurz an den Europäischen Gerichtshof für Menschenrechte abgeordnet wurde. Nach einer erneuten Tätigkeit als Zivilrichterin sowie am slowakischen Obersten Gerichtshof zwischen 2006 und 2011 war sie ab 2011 Vorsitzende Richterin am Obersten Gerichtshof der Slowakei und ab 2012 Vizepräsidentin der slowakischen Richtervereinigung. Am 29. Dezember 2015 wurde sie als Nachfolgerin von Ján Šikuta als Vertreterin der Slowakei zur Richterin der Dritten Sektion am Europäischen Gerichtshof für Menschenrechte gewählt. Ihre Amtszeit begann am 1. Januar 2016 und dauert voraussichtlich bis zum 31. Dezember 2024.